# Phụ phẩm
Sản phẩm phụ hay phụ phẩm là một sản phẩm thứ cấp có nguồn gốc từ một quy trình sản xuất, quy trình sản xuất hoặc phản ứng hóa học; nó không phải là sản phẩm hay dịch vụ chính được sản xuất. Một sản phẩm phụ có thể hữu ích và có thể bán được hoặc có thể được coi là chất thải: ví dụ: cám, là sản phẩm phụ của xay xát của lúa mì thành tinh chế bột, đôi khi compost ed hoặc bị đốt để xử lý, nhưng trong các trường hợp khác, nó có thể được sử dụng như một thành phần dinh dưỡng trong thức ăn của con người hoặc thức ăn chăn nuôi. Xăng đã từng là sản phẩm phụ của lọc dầu mà sau đó trở thành một hàng hóa mong muốn là nhiên liệu động cơ.

## Trong kinh tế
Trong bối cảnh sản xuất, sản phẩm phụ là "đầu ra từ quy trình sản xuất chung không đáng kể về số lượng và/hoặc giá trị có thể thực hiện được (NRV) khi so sánh với các sản phẩm chính". Vì chúng được coi là không có ảnh hưởng đến kết quả tài chính được báo cáo, các sản phẩm phụ không nhận được phân bổ của chi phí chung s. Theo quy ước, sản phẩm phụ cũng không được kiểm kê, nhưng NRV từ sản phẩm phụ thường được ghi nhận là "thu nhập khác" hoặc giảm quy trình sản xuất chung chi phí khi sản phẩm phụ được sản xuất.
Cơ quan năng lượng quốc tế (IEA) định nghĩa  sản phẩm phụ  trong ngữ cảnh đánh giá vòng đời bằng cách xác định bốn loại sản phẩm khác nhau: "sản phẩm chính, đồng sản phẩm (liên quan đến doanh thu tương tự sản phẩm chính), sản phẩm phụ (dẫn đến doanh thu nhỏ hơn) và phế phẩm (cung cấp ít hoặc không có doanh thu)."

## Trong hóa học
Trong khi một số nhà hóa học coi "sản phẩm phụ" và "sản phẩm phụ" là từ đồng nghĩa theo nghĩa trên của sản phẩm thứ cấp chung (không nhắm mục tiêu), thì những người khác lại thấy hữu ích khi phân biệt giữa hai sản phẩm này. Khi hai thuật ngữ được phân biệt, "sản phẩm phụ" được sử dụng để chỉ một sản phẩm không mong muốn nhưng chắc chắn là kết quả từ các phân tử của nguyên liệu ban đầu và/hoặc thuốc thử không được tích hợp vào sản phẩm mong muốn , là kết quả của bảo tồn khối lượng; ngược lại, "sản phẩm phụ" được sử dụng để chỉ một sản phẩm được hình thành từ quá trình cạnh tranh, về nguyên tắc, có thể bị triệt tiêu bằng cách tối ưu hóa các điều kiện phản ứng.